# Elizabeth Ashley
Elizabeth Ashley - geboren als Elizabeth Ann Cole (Ocala, 30 augustus 1939) - is een Amerikaans actrice. Zij werd voor de dramafilm The Carpetbaggers in 1965 genomineerd voor zowel de BAFTA Award voor beste nieuwe hoofdrolspeelster als voor de Golden Globe voor beste bijrol. Daarentegen werd ze in 1981 genomineerd voor de Razzie Award voor slechtste bijrolspeelster voor haar rol in de thriller Windows, maar in 1991 dan weer voor een Emmy Award voor die in de komedieserie Evening Shade. Ashley won in 1962 daadwerkelijk een Tony Award voor haar hoofdrol in het toneelstuk Take Her, She's Mine.
Ashley had vanaf 1960 jaarlijks meerdere eenmalige rolletjes in verschillende televisieseries voordat ze in 1964 haar filmdebuut maakte als Monica Winthrop in The Carpetbaggers. Daarna speelde ze in meer dan 25 films, meer dan 45 inclusief televisiefilms. Daarnaast bleef ze in televisieseries verschijnen. Daarin was haar rol als Freida Evans veruit de langdurigste. Haar wederkerende personages in andere titels kwamen twee à drie afleveringen voor. Niettemin is Ashley te zien in ruim 150 afleveringen van verschillende series samen omdat ze ook eenmalige gastrollen speelde in meer dan veertig andere televisiereeksen. In sommige daarvan was ze weliswaar ook meer dan eens te zien, maar telkens als ander personage, zoals in Mission: Impossible en Murder, She Wrote.
Ashley scheidde in 1981 na zes jaar huwelijk van James McCarthy, haar derde echtgenoot. Eerder trouwde ze met acteur James Farentino (1962-1965) en met acteur George Peppard (1966-1972). Met Peppard kreeg ze in 1968 zoon Christian.

## Filmografie
*Exclusief 20+ televisiefilms
| - Just Getting Started (2017) - The Cake Eaters (2007) - Hey Arnold! The Movie (2002, stem) - Home Sweet Hoboken (2001) - Labor Pains (2000) - Just the Ticket (1999) - Happiness (1998) - Sleeping Together (1997) - Shoot the Moon (1996) - Pasión de hombre (1989) - Vampire's Kiss (1988) - Dangerous Curves (1988) - Dragnet (1987) - Split Image (1982) | - Paternity (1981) - Windows (1980) - Gypsy Angels (1980) - Coma (1978) - The Great Scout & Cathouse Thursday (1976) - 92 in the Shade (1975) - Rancho Deluxe (1975) - Golden Needles (1974) - Paperback Hero (1973) - The Marriage of a Young Stockbroker (1971) - The Third Day (1965) - Ship of Fools (1965) - The Carpetbaggers (1964) |

## Televisieseries
*Exclusief eenmalige gastrollen
- Russian Doll - Ruth Brenner (2019, 6 afleveringen)
- Treme - Tante Mimi (2010-2013, veertien afleveringen)
- Hey Arnold! - Mrs. Vitello (1996-1998, twee afleveringen - stem)
- Caroline in the City - Natalie Karinsky (1996-1997, twee afleveringen)
- All My Children - Madge Sinclair (1996, drie afleveringen)
- Evening Shade - Freida Evans (1990-1994, 97 afleveringen)
- The Love Boat - Nancy Bricker (1985, twee afleveringen)

- Biblioteca Nacional de España: XX1478635
- Bibliothèque nationale de France: cb139299304 (data)
- Gemeinsame Normdatei: 142758558
- International Standard Name Identifier: 0000 0001 0654 586X
- Library of Congress Control Number: n81067770
- Nationale Bibliotheek van Tsjechië: xx0068737
- Nationale bibliotheek van Australië: 35826655
- Nationale Bibliotheek van Israël: 987007346997405171
- Nederlandse Thesaurus van Auteursnamen: 073120456
- Trove: 1105372
- Virtual International Authority File: 61734342
- WorldCat: E39PBJyWTwrmbkTgVcg3r7vvHC